# Glockenritzzeichnung

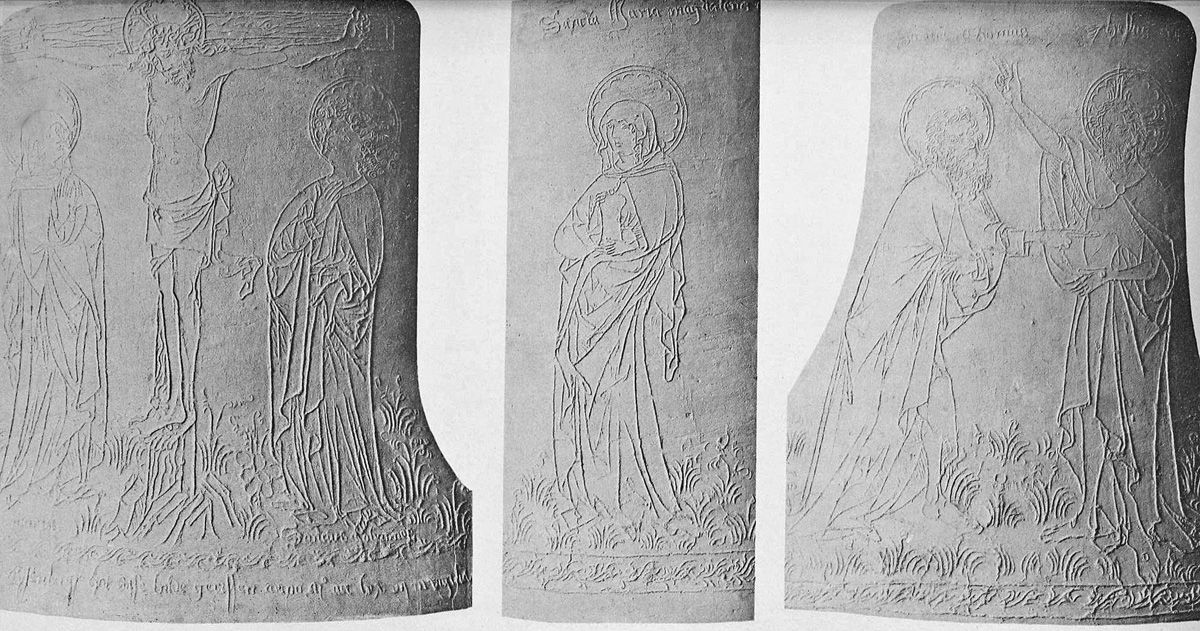
Glockenritzzeichnungen auf der Gloriosa der Thomaskirche Leipzig

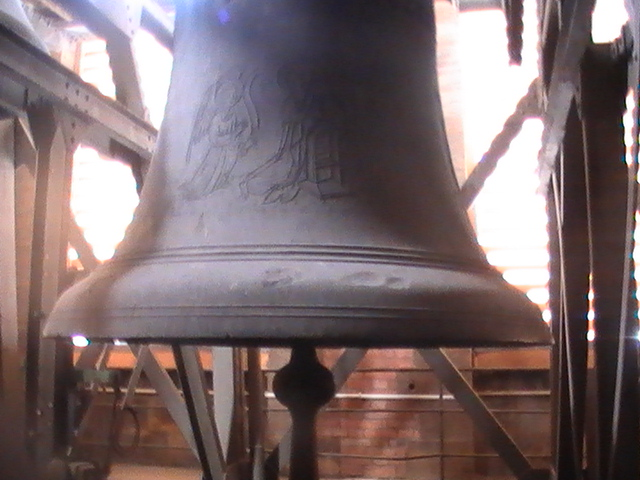
Die Maria Gloriosa im Bremer Dom mit Glockenritzzeichnung

Die Glockenritzzeichnung – auch Glockenritzung, figürliche Ritzzeichnung auf Glocken oder Fadenrelief genannt – ist die Bezeichnung für das Ergebnis einer Technik zur Verzierung und zur Beschriftung dieser Klanginstrumente. Sie ist seit Mitte des 12. Jahrhunderts belegt und war vor allem im Mittelalter verbreitet.
Die Glockenritzzeichnung kann fast die gesamte Höhe und Fläche einer Glocke bedecken, ohne den Glockenkörper in Form, Funktion und Klangspektrum primär zu beeinträchtigen. Das leichte Ausbrechen der Ritzungen im gebrannten Lehm des Glockenmantels verleiht der im nächsten Herstellungsschritt traditionell meist aus Bronze gegossenen Glocke als Negativ (oder „Gegenstück“) dieser Einritzung eine leichte, halbplastische, gleichermaßen sichtbare wie fühlbare Erhabenheit dieses Kunstwerks mit lebendigem, frischem Reiz.
Neben der Glockenritzzeichnung gibt es ein weiteres traditionelles Verfahren, um Glocken zu verzieren und/oder zu beschriften: das Wachsausschmelzverfahren.

## Entstehung
Die Zeichnung wird in das Innere des Lehmmantels der Glocke eingeritzt. Voraussetzung dafür war ein seit der Mitte des 12. Jahrhunderts gebräuchliches Gussverfahren, bei dem der Mantel von der inneren Form – der sogenannten „falschen Glocke“ als Modell der herzustellenden Glocke – abgehoben wurde. Die mitunter irrtümlich auch als „Fadenrelief“ bezeichneten Zeichnungen sind nach dem Guss auf der Glockenflanke als „scharfkantige, leicht bewegt wirkende Grate“ (Margarete Schilling) wahrnehmbar.
Es erfordert sowohl körperliches und handwerklich-künstlerisches Geschick als auch besondere Konzentration und Disziplin, um die Zeichnungen – mitunter vermutlich auch mithilfe von Schablonen – in den getrockneten und teilweise wieder angefeuchteten Lehmmantel zu ritzen, der nach dem Guss zerstört wird: Der Künstler muss frei auf der gegebenen Fläche zeichnen (bzw. „ritzen“) und eine sichere Hand besitzen. Inschriften müssen spiegelverkehrt in den spröden gebrannten Lehm eingebracht und Schrift möglichst ohne Absetzen eingegraben werden.

## Bildmotive
Für die Gläubigen damals bildeten der Charakter der Glocke und die Beschützerfunktion der im Bilde wiedergegebenen Heiligen eine innere Einheit. Daher überwiegen Darstellungen der jeweiligen Patronatsheiligen. Als Schutzpatron der Kaufleute hatte Nikolaus von Myra sowohl in den Hansestädten an der Ostsee als auch an den Handelswegen und Flussübergängen Sachsens großes Ansehen, ebenso der Apostel Jacobus maior, dessen Obhut sich die Reisenden bei ihren Pilgerfahrten nach Santiago de Compostela anvertrauten.
Typisch für den thüringisch-sächsischen Bereich mit seinen ehemaligen Grenzgebieten zum slawischen Osten war weiterhin ein Michael-Patrozinium, das auch später noch in Bildprogrammen dortiger Kirchenglocken fortwirkte. Dieser Erzengel galt vor allem als Besieger der das Christentum bekämpfenden heidnischen Mächte.
Frühzeitig finden sich als Glockenritzzeichnungen auch Darstellungen des gekreuzigten Christus sowie die allgemein übliche Kreuzigungsgruppe, wobei vielfach mystisches Gedankengut einfloss. Szenen aus der Passion folgten im 15. Jahrhundert, nachdem zuvor das Marienleben dargestellt worden war. Maria nahm als Himmelskönigin einen entscheidenden Platz ein.

## Künstlerische Qualität
Es lassen sich mitunter beträchtliche Qualitätsunterschiede feststellen – von laienhaften Arbeiten, oft vom Gießer selbst, bis zur beträchtlichen Anzahl von Werken, die auf der Höhe der jeweiligen zeitgenössischen Kunstentwicklung stehen. Da es den Beruf eines Glockenritzzeichners nicht gab, liegt es nahe, dass in erster Linie Bildhauer und Maler sie schufen, die in Bauhütten oder in meist am gleichen Ort oder im nahen räumlichen Umfeld wie die Glockengießerei beheimateten Werkstätten tätig waren.
Beeindruckend ist der meist lebendige Duktus der Ritzzeichnungen, die eine „feinfühlige, reizvolle Technik von großer Unmittelbarkeit“ auszeichnet. Dabei waren Ritzzeichnungen ursprünglich keineswegs zur Betrachtung bestimmt, da sie die Gläubigen nach der Glockenweihe – spätestens jedoch sobald die Glocken an ihrem Bestimmungsort im Turm montiert worden waren – meist nie mehr zu Gesicht bekamen.

## Bekannte Glockenritz-Künstler
- Meister Bertram von Minden
- Ghert Klinghe
- Rickart de Monkehagen
- Nikolaus Eisenberg
- Horst Jährling

## Regionale Verbreitung
Glocken, die man so verzierte, waren – bis auf wenige Ausnahmen im nördlichen Italien – vor allem in Mitteldeutschland und Norddeutschland weit verbreitet. Noch heute sind sie im thüringisch-sächsischen Bereich, in Niedersachsen und weniger häufig auch in Westfalen, in der Mark Brandenburg sowie in Mecklenburg und Pommern anzutreffen. Sie gehörten dort sowohl zur Ausstattung repräsentativer städtischer Sakralbauten als auch schlichter Dorfkirchen.
Überliefert sind Abbildungen folgender Glockenritzzeichnungen: Nikolaus Eisenberg: Der ungläubige Thomas, Maria Magdalena und Kreuzigungsgruppe, Ritzzeichnungen der „Gloriosa“, Thomaskirche Leipzig; Glocke aus Pößneck von 1490 mit Ritzzeichnung Maria mit Kind; Lühnde, Glocke von 1278; Große Glocke in Britz; Glocke aus Augsdorf (Landkreis Eisleben); Quedlinburg, Nikolaikirche, Glocke von 1333; Seigerturm, Stolberg (Harz), 1199; Merseburg, Dom, Benedicta um 1300; Beesenlaublingen (bei Bernburg), spätes 13. Jahrhundert; Schmeckwitz, um 1300; Groß-Kienitz, 14. Jahrhundert; Wilsdruff, um 1300; Seehausen (Altmark), 14. Jahrhundert; Braunschweig, Magnikirche, 1335; Neuwerkkirche Goslar, 1314; Rohrberg (Altmark), 1337; Veerßen (Kreis Uelzen), 1332; Dambeck (Altmark), um 1330; Mühlhausen, Kirche Divi Blasii, 1345 und 1448; Geunitz (Gemeinde Reinstädt, Saale-Holzland-Kreis), um 1350; Lübeck, Katharinenkirche, Glocke von Johannis Reborch, 1399: Heiliger Franziskus und Heilige Katharina; Hecklingen, Klosterkirche, 1390; Erfurt, Michaeliskirche, 1380; Erfurt, Ägidienkirche, 1382; Kirche Panitzsch (bei Borsdorf), um 1380 sowie Ritzzeichnung von Nikolaus Eisenberg von 1459: Kreuzigungsgruppe, Heiliger Nikolaus und Erzengel Michael im Kampf mit dem Drachen; Zschadraß-Collmen (Colditz), Ende 14. Jahrhundert; Frankfurt/Oder, Marienkirche, Osanna, 1371; Hamburg, Jakobikirche, 1397; Lübeck, Dom, Maria, 1390; Rostock, Jakobikirche, 1400; Rostock, Nikolaikirche, Glocke aus der Werkstatt Rickart de Monkehagen, 1394; Lünow (bei Potsdam), 1405; Kirche Westenbrügge, 1384; Bremen, Dom, „Große Glocke“ des Ghert Klinghe, 1433: Verkündigung Mariae; Tallinn (Reval), Marienkirche (Anklam), Apostelglocke von Rickart de Monkehagen, 1450, Estland, Nikolaikirche, Glocke von 1451: Maria mit Kind; Rostock, Marienkirche, Große Glocke von Rickart de Monkehagen, 1409; Volzum, 1408: Erzengel Michael mit Drache; Braunschweig, Michaeliskirche, 1407; Goslar, Jakobikirche, 1480; Greifswald, Nikolaikirche, 1440; Schwerin, Schlosskirche, 1467; Rerik 1460; Zurow 1462; Malchin 1481; Stettin, Schlosskirche, Otto-Glocke, 1471; Greifswald, Jakobikirche, 1494; Halle (Saale), Marktkirche, 1420; Erfurt, St. Martini, 1419; Hohlstedt (bei Weimar), um 1430; Jena, Stadtkirche St. Michael, Große und Kleine Glocke, 1415; Ranis 1429; Zeitz, Dom, 1466; Goßwitz (bei Saalfeld) 1440; Elstertrebnitz (Kreis Leipziger Land), 1460; Merseburg, Dom, Quarta, 1458: Der Stifter Heinrich von Goch mit den Heiligen Johannes der Täufer und Laurentius sowie Ritzzeichnungen von Nikolaus Eisenberg: Kreuzigungsgruppe, Heiliger Laurentius und Johannes der Täufer; Sondershausen-Jechaburg 1469; Markröhlitz 1479; Albersroda 1502; Erfurt, Augustinerkirche, 1473; Erfurt, Severikirche, Osanna, 1474; Nordhausen, Dom, Große Glocke, 1496, Ritzung der Mariendarstellung Tilman Riemenschneider zugeschrieben; Nordhausen, Blasiuskirche, 1488; Saalfeld-Graba 1484; Knobelsdorf (Reschwitz) 1484; Neustadt/Orla 1479; Münchenbernsdorf, Pfarrkirche St. Mauritius 1492; Zettlitz (bei Mittweida) 1480; Karlsdorf (Saale-Orla-Kreis) 1489.

## Erhaltung
Im Verlauf zahlreicher Kriege wurden immer wieder Glocken eingeschmolzen, wobei die Verluste im Ersten und Zweiten Weltkrieg besonders groß waren – und mit vielen Glocken gingen auch deren einzigartige Ritzzeichnungen verloren. Die bis heute im Original erhaltenen, zahlenmäßig überschaubaren Arbeiten sind vielfach von Korrosionsschäden bedroht: Zuerst werden die spitzen Grate der Zeichnungen zersetzt – übrig bleiben für eine gewisse Zeit relativ breite, fadenähnliche Gebilde, die jedoch im weiteren Verlauf des Zerstörungsprozesses verschwinden.

## Überlieferung der Abbildungen
Obwohl die Glockenritzzeichnung zur graphischen Kunst gehört und der Metallgravierung und dem Kupferstich nahesteht, unterscheidet sie sich davon, da sie nicht vervielfältigt werden kann (da der Glockenmantel mit der Zeichnungseinkerbung für die Glockenfreilegung zerstört werden muss). Jede der halbplastischen Zeichnungen ist somit ein Unikat.
Um die Abbildungen dennoch zu erhalten und zu überliefern, war lange Zeit die Abreibung des Zeichnungs-Reliefs die einzig mögliche Methode. Es ist Glockenfreunden wie dem späteren Paläontologen Professor Walter Georg Kühne und seiner damaligen Frau Charlotte zu danken, die 1935 bis 1938 auftragsgemäß Abreibungen der oft überdimensionalen Glockenritzzeichnungen in zumeist schwer zugänglichen und verschmutzten Glockenstühlen anfertigten. Diese auch körperlich anstrengende Arbeit führte der Querfurter Architekt Richard Heinzel während der späten 1940er und 1950er Jahre fort; er wurde dabei maßgeblich von dem Glockengießermeister Franz Schilling in Apolda gefördert. Die so entstandenen Abreibungen befinden sich zum größten Teil im Nachlass der Glockengießerfamilie Schilling in Apolda sowie im dortigen Glockenmuseum.

## Ausstellung
- Margarete Schilling: Figürliche Ritzzeichnungen auf historischen Glocken aus dem 13.–15. Jahrhundert: 1.) Lutherkirche Apolda: 5. Juni – 13. Oktober 2013; 2.) Kirche Panitzsch, 7. Juni – 22. September 2015[7]